# نیکی اوپنهایمر
نیکی اوپنهایمر (انگلیسی: Nicky Oppenheimer؛ زادهٔ ۸ ژوئن ۱۹۴۵) کارآفرین و سرمایه‌دار اهل آفریقای جنوبی است.